# Osmanisch-Polnischer Krieg 1672–1676
Ładyżyn – Humań – Kamieniec Podolski – Korzec – Lemberg – Krasnobród – Narol – Niemirów – Komarno – Petranka – Kałusz – Chotyn – Lesienice – Trembowla – Wojniłów – Żurawno
Der Osmanisch-Polnische Krieg 1672–1676 war ein Krieg zwischen dem Osmanischen Reich im Bund mit dem Khanat der Krim und Doroschenko-Kosaken auf der einen Seite und der Republik Polen-Litauen im Bund mit der Walachei und den Kosaken der rechtsufrigen Ukraine auf der anderen. Der Krieg begann im Januar 1672 mit einer Kriegserklärung des türkischen Sultans und endete 1676 mit dem Vertrag von Żurawno, in dem Polen gezwungen wurde, seine Souveränität über Podolien mit der Hauptstadt Kamieniec Podolski an das Osmanische Reich abzutreten.

## Hintergrund
Der Osmanisch-Polnische Krieg 1672–1676 hatte seinen Ursprung im Jahr 1666, als Petro Doroschenko, Kosaken-Hetman in der „rechtsufrigen Ukraine“, sich mit den Krimtataren gegen Polen verbündet hatte. Im Vertrag von Andrussowo, 1667, wurde der aus Teilen der polnischen Ukraine 1649 entstandene Staat der Saporoger Kosaken, das Hetmanat, in eine polnisch dominierte Ukraine westlich des Dnepr (rechtsufrige Ukraine) und eine russisch dominierte Ukraine östlich des Dnepr (linksufrige Ukraine) geteilt. Die Ukraine versank daraufhin für Jahrzehnte im Chaos eines Bürgerkriegs verschiedener kosakischer Parteiungen, die entweder propolnisch, prorussisch oder prokrimtatarisch-osmanisch waren. Es war eine Zeit, die in der ukrainischen Historiographie als „die Zeit des Ruins“ bekannt ist. Im Kampf gegen Polen versuchte Petro Doroschenko, die Kontrolle über die gesamte rechtsufrige Ukraine zu erlangen. Er scheiterte bei dem Versuch und sah sich im Angesicht der militärisch-politischen Niederlagen gezwungen, mit dem osmanischen Sultan ab 1667 in Verhandlungen zu treten. Er schloss mit ihm einen Vertrag, der das rechtsufrige kosakisch-ukrainische Hetmanat mit der Hauptstadt Tschyhyryn formell zu einem Vasallenstaat (Protektorat) des Osmanischen Reiches machte.
Die polnisch-litauische Republik war durch den Chmelnyzkyj-Aufstand 1648–1654, den Russisch-Polnischen Krieg 1654–1667, den Schwedisch-Polnischen Krieg 1655–1660 und eine gegen den polnischen König gerichtete interne Rebellion des Fürsten Lubomirski 1665–1666 zu geschwächt, um etwaige Kosakenaufstände zu bekämpfen oder nur die volle Kontrolle über das ukrainische Gebiet zurückzugewinnen, das seit 1648 ein ständiger Unruheherd blieb.
Seit 1654 war das Khanat der Krim mit Polen gegen das Zarentum Russland und Ataman Bohdan Chmelnyzkyj verbündet. Um aus der Schwäche Polens Kapital zu schlagen, wechselte das Khanat der Krim unter der Führung des neuen Khans, Adil Giray, 1666 erneut die Seiten („krimtatarisches Wechselfieber“) und ging mit Hetman Doroschenko eine gegen Polen gerichtete Allianz ein (Tatarisch-Kosakisch-Polnischer Krieg 1666–1671). Beide Bündnispartner waren zunächst erfolgreich und schlugen durch einen Überraschungsangriff ein 6000 Mann starkes polnisches Heer unter Sebastian Machowski in der Schlacht bei Ściana bzw. Brajłów in Podolien am 19. Dezember 1666, die kosakisch-krimtatarische Offensive wurde jedoch im folgenden Jahr durch die Streitkräfte des Feldhetmans der polnischen Krone, Jan Sobieski, gestoppt und die Doroschenko-Kosaken im Bund mit den Krimtataren selbst mehrmals in die Flucht geschlagen. Nach der für die Polen siegreichen Schlacht bei Podhajce, 1667, schloss Polen mit dem Khanat der Krim am 16. Oktober 1667 und mit Doroschenko am 19. Oktober desselben Jahres Waffenstillstandsverträge.
Als 1669 Doroschenko für die Ukraine weitgehende Autonomie verlangte, wurde er auf Befehl des polnischen Königs seines Amtes enthoben und durch Hetman Mychajlo Chanenko ersetzt. Als der seit 1667 den Polen freundlich gesinnte Khan der Krim, Adil Giray, ein Bündnis mit den neuen Hetman der rechtsufrigen Ukraine schloss, ohne vorher dafür bei seinem Suzerän um die Erlaubnis nachzufragen, wurde dieser im Mai 1671 durch den osmanischen Sultan gestürzt und durch einen loyaleren Vasallen, Selim I. Giray, ersetzt. Doroschenko erneuerte daraufhin mit dem neuen Krimkhan die Allianz von 1666–67. Im August 1671 brach der Krieg erneut aus, doch auch diesmal wurden die ungleichen Allianzpartner durch die Truppen von Jan Sobieski militärisch bezwungen. Daraufhin bat Selim seinen Suzerän, den türkischen Sultan, um militärischen Beistand, der die „Bitte“ seines Vasalls als Vorwand nutzte, Polen-Litauen den Krieg zu erklären, um die zwischen Polen, Russland und dem Krimkhanat strittige Ukraine für das Osmanische Reich zu erobern.

## Die Kampagne von 1672

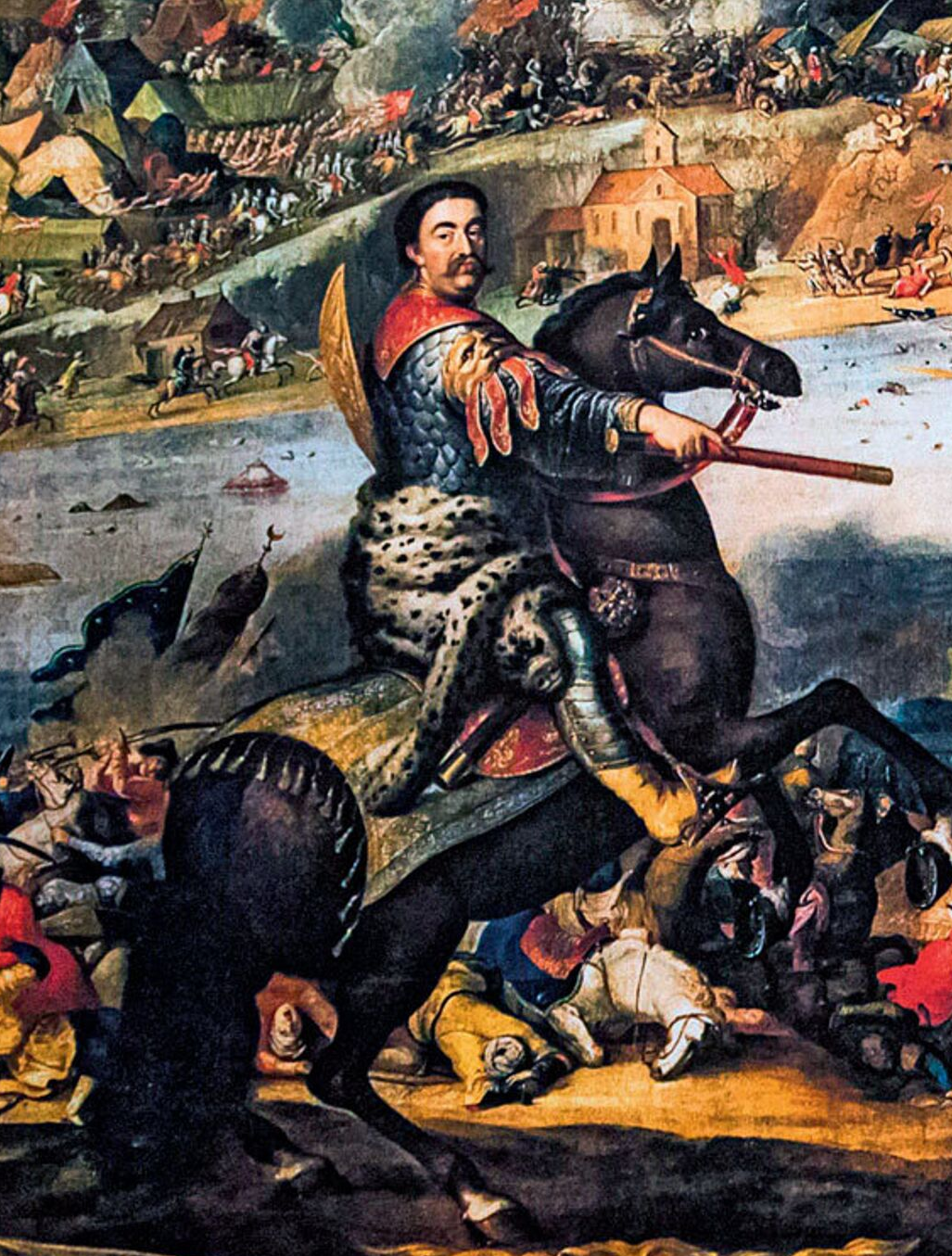
Andreas Stech:
Großhetman der Krone, Jan Sobieski, in der Schlacht bei Chocim

Die osmanische Streitmacht (bis zu 100.000 Mann Kampftruppen exklusiv Tross) unter der Führung von Großwesir Köprülü Fâzıl Ahmed unter Sultan Mehmed IV. betrat das Gebiet der polnischen Ukraine im August 1672, nahm die Festung Kamieniec Podolski am 26. August desselben Jahres ein, dem schließlich am 20. September die Belagerung von Lemberg folgte. Die Krimtataren, die zuvor an der Belagerung nicht teilgenommen hatten, begannen mit ihren Razzien zwischen den Flüssen Wieprz, San, Bug und Wislok, in einem Gebiet, das die Städte Zamość, Lemberg, Biecz und Drohobytsch umschloss. Sobieski stellte ihnen mit einer bis zu 4.000 Mann starken Privat-Kavallerie („Sobieskis Kriegszug gegen die Tataren-Razzien“, auf Polnisch „Wyprawa Sobieskiego na czambuły tatarskie“) vom 5. Oktober bis zum 14. Oktober nach. Auf das Endergebnis der 1672er Kampagne hatte Sobieskis „Kriegszug“ jedoch kaum Einfluss, es konnten allerdings bis zu 44.000 Menschen aus der Gefangenschaft (Jasyr) der Krimtataren befreit werden, die man in die Sklaverei auf die Halbinsel Krim getrieben hatte. Die polnischen Truppen waren zu schwach und im Jahr 1672 dem osmanischen Heer im freien Feld nicht gewachsen. Aufgrund innerer Zerwürfnisse zwischen dem König Michael Wisniowiecki, der 1669 durch die Masse des Kleinadels an die Macht gekommen war und den Magnaten, die den untätigen König zur Abdankung zwingen wollten, war das geschwächte Polen für einen erneuten Krieg völlig unvorbereitet, außerdem konnte der durch das Liberum Veto in der ersten Hälfte des Jahres 1672 zweimal blockierte polnische Reichstag (durch die Anhänger des Königs) keine höheren Steuern anordnen, um das Truppenkontingent im Angesicht der osmanischen Kriegserklärung zu erhöhen. Die Vertreter des Königs waren nach mehreren militärischen Niederlagen gezwungen mit dem Vertreter des Osmanischen Reiches, Kaplan, Paşa, Wesir und Beylerbey des Eyalet Aleppo, den Vorfriedensvertrag von Buczacz am 18. Oktober 1672 zu unterzeichnen, der dem Osmanischen Reich Podolien mit der Festung Kamieniec Podolski und fast die gesamte rechtsufrige Ukraine den Doroschenko-Kosaken als Vasallen der Hohen Pforte zusprach, zudem verpflichtete sich die polnische Krone dem türkischen Sultan einen jährlichen Tribut von 22.000 „Czerwony Złoty“ zu leisten.
Ein Bericht über diesen Feldzug ist in der Chronik von Hacı Ali festgehalten.

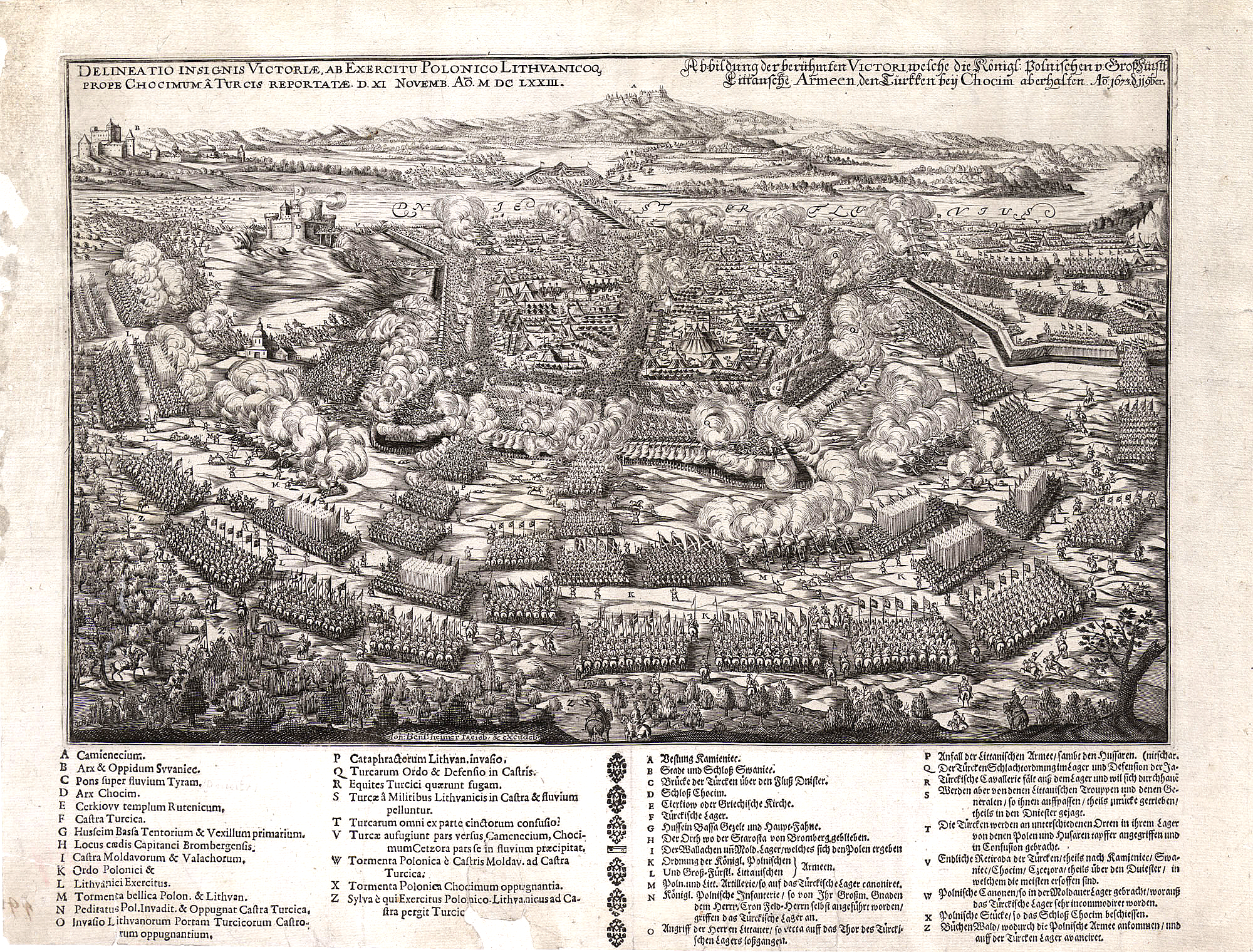
Eine Darstellung der Ausgangssituation der Schlacht bei Chocim 1673 aus dem 17. Jh.

## Die Kampagne von 1673
Da der Vertrag von Buczacz aufgrund seines „schändlichen Charakters“ (beträchtliche Gebietsverluste, Tributleistungen) durch den polnischen Reichstag nicht ratifiziert wurde, setzte sich der Krieg im nächsten Jahr fort. Das polnische Parlament ordnete die Erhöhung von Steuern an, um eine Streitmacht von 43.000 Mann (die Krone Polens 31.000 Mann, der litauische Reichsteil 12.000 Mann) auszuheben. Großhetman Sobieski übernahm die Führung der neuen Armee, der es gelang, die Osmanen im Felde mehrmals zu schlagen. Große Teile Moldawiens und der strittigen ukrainischen Gebiete (bis auf das von polnischen Truppen belagerte türkische Kamieniec Podolski) konnten von osmanischen Truppen geräumt werden. In der Schlacht bei Chocim, am 11. November 1673, nahm Sobieski das osmanische Kriegslager und die Festung Chocim ein, während die dort stationierte bis zu 35.000 Mann starke Garnison unter der Führung von Hüseyin (Hussein), Paşa von Silistrien, im Sturmangriff der Husaren fast völlig aufgerieben wurde. Nach der Einnahme von Chocim verlagerte der polnische König das Kriegsgeschehen auf das Gebiet Moldawiens und nahm sogar dessen Hauptstadt Jassy kurzfristig ein, jedoch musste er sich wegen Fahnenflucht und eigenmächtigen Rückzugs von Großhetman Michael Kasimir Pac, der den litauischen Truppenteil kommandierte und ihn zurück nach Litauen nahm, von dort rasch zurückziehen. Als König Michael Korybut Wisniowiecki am 10. November 1674 verstarb, wurde Großhetman Sobieski für seine militärischen Erfolge und Verdienste für das Vaterland zum König von Polen-Litauen gewählt. Der Sieg bei Chocim änderte weder etwas am weiteren Kriegsverlauf, noch konnte er politisch gegenüber der Hohen Pforte „ausgeschlachtet“ werden. Der Krieg setzte sich auch in den nächsten Jahren mit unverminderter Härte fort.

## Die Kampagnen von 1674 bis 1675

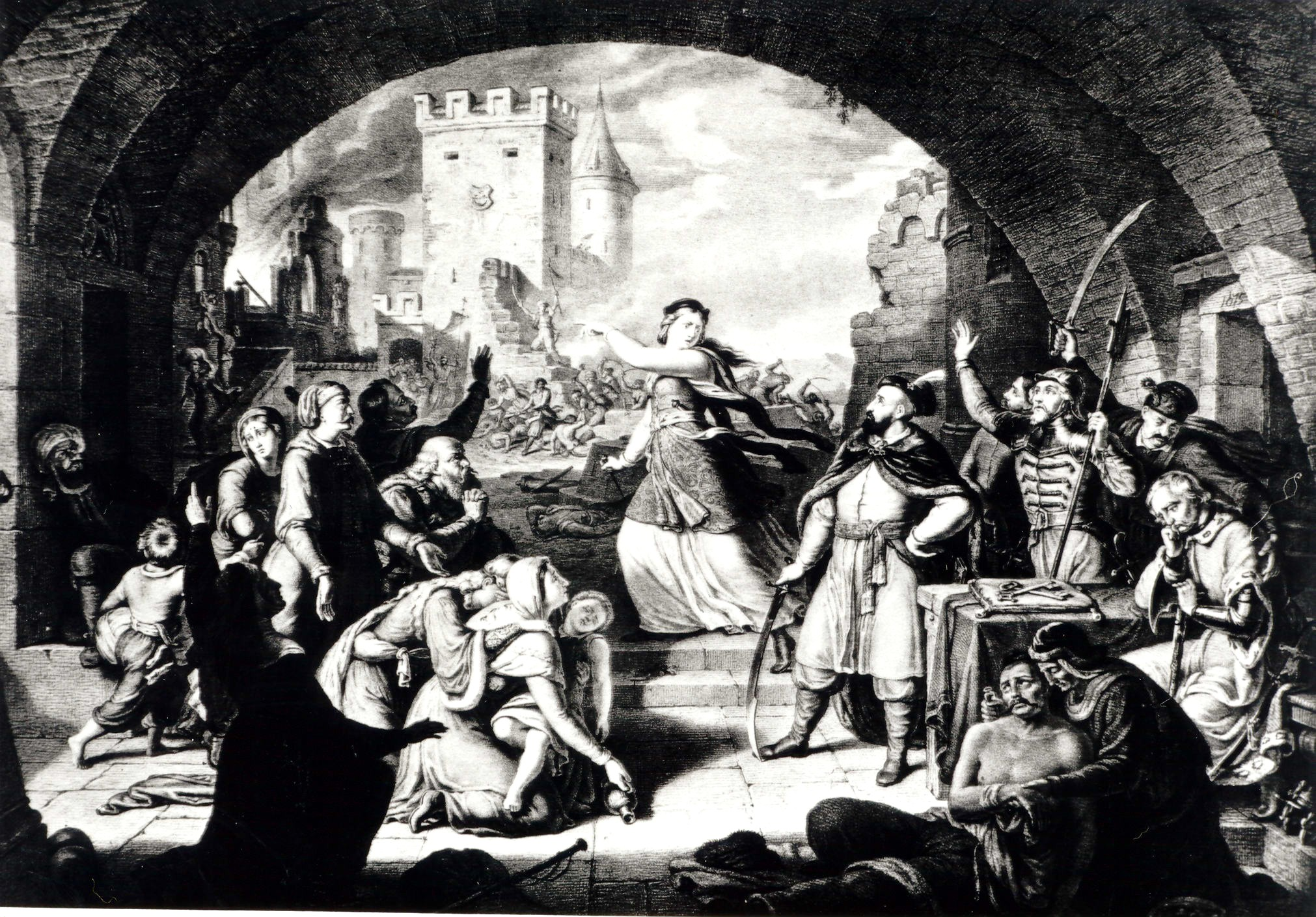
Die Verteidigung von Trembowla gegen die Türken und Tataren unter der Führung von Jan Samuel Chrzanowski und seiner Frau Anna Dorota Chrzanowska, die auf dem Gemälde ihren Ehegatten, der an die Kapitulation der Stadt denkt, energisch zum Kampf gegen die Angreifer auffordert (Aleksander Lesser 1814–1884)

In den Jahren nach 1674 weigerte sich der von den Magnaten beherrschte polnische Reichstag im Angesicht osmanischer Niederlagen, erneut Steuern zur Bezahlung der Armee zu erheben, was zu hoher Desertion innerhalb der unbesoldeten polnisch-litauischen Armee führte. Zusätzlich setzte der Großhetman Litauens, Michael Kasimir Pac, seinem Intimfeind Sobieski zu, was Intrigen innerhalb des polnisch-litauischen Heeres begünstigte, während die Osmanen ihre Streitkräfte reorganisierten und verstärkten. Trotzdem blieben die Polen ab 1674 in der Offensive, auch durch ein sich ab 1674 abzeichnendes russisch-kosakisch-osmanisches Zerwürfnis (Krieg der Kosaken aus der linksufrigen Ukraine im Bund mit Russland gegen den osmanischen Vasallen Doroschenko und dessen Kosaken in Tschyhyryn) begünstigt. Die Polen gewannen die gesamte rechtsufrige Ukraine zurück (bis auf Kamieniec Podolski) und beherrschten sie vom Herbst 1674 bis zum Frühling 1675; jedoch stellten die Osmanen erneut ein Heer gegen Polen in Marsch und antworteten im Juni 1675 mit einer Gegenoffensive. Die bis zu 30.000 Mann starke osmanische Armee unter der Führung des Serdar Şişman Ibrahim, Paşa von Buda und ein Schwiegersohn des Sultans, setzte über den Dnister bei Tighina über, wo bei Manaczyn eine krimtatarische Streitmacht in fast gleicher Mannstärke zu ihr stieß. Şişman nahm Bar ein, dem am 27. Juni Zbaraż und am 11. September Podhajce folgten, und begann am 20. September mit der Belagerung von Trembowla. Nach der für die Polen siegreichen Schlacht bei Lesienice vom 24. August in der Nähe von Lemberg gegen die Krimtataren (bis zu 20.000 Mann) des Nuradin Safa Giray organisierte Sobieski ein Entsatzheer für die belagerte Stadt. Berichte über das kommende Entsatzheer hörend, unterbrach Şişman die Belagerung der Stadt am 11. Oktober und zog sich hinter den Dnister zurück.

## Die Kampagne von 1676
Im August 1676 begannen die Osmanen erneut im Bunde mit den Krimtataren (bis zu 60.000 Mann unter der Führung von Şajtan Ibrahim, Paşa von Damaskus und Selim I. Giray) mit einer neuen Offensive gegen Polen. Sie betraten das Gebiet Polens über Pokutien und marschierten in Richtung des heutigen Iwano-Frankiwsk. Nach der Schlacht bei Wojniłów vom 24. September zog sich Sobieski etwas ins Landesinnere zurück, wo er mit ca. 20.000 Mann im Kriegslager von Żurawno, südlich von Lemberg bei Halytsch, einer osmanisch-tatarischen Belagerung drei Wochen lang standhielt (vom 25. September bis 14. Oktober 1676), bis beide Parteien schließlich entkräftet in einen Waffenstillstand einwilligten.

## Abschluss
Nach der Schlacht bei Żurawno schlossen beide Kriegsparteien am 17. Oktober 1676 den Vertrag von Żurawno. In ihm behielt das Osmanische Reich die direkte Kontrolle über Podolien mit Kamieniec Podolski (osmanisches Eyalet Podolya 1672/1676–1699). Polen erhielt einen Teil der verlorenen Gebiete (Biała Cerkiew) in der „Rechtsufrigen Ukraine“ zurück. Der andere Teil wurde dem Hetman Doroschenko zugewiesen, der ein Vasall der Hohen Pforte war. Nach dessen Entmachtung 1676 durch den russischen Zaren fiel dieses Gebiet an Jurij Chmelnyzkyj, einen Sohn von Bohdan Chmelnyzkyj, der von 1677 bis 1681 Hetman war. Außerdem wurden Kriegsgefangene ausgetauscht. Der Inhalt des Vertrages von Żurawno fand seine völkerrechtliche Anerkennung im Vertrag von Konstantinopel 1678, in dem der türkische Sultan auf „Bitten“ des Krimkhans zusätzlich auf den von den Polen zu entrichtenden, jedoch nie gezahlten Tribut verzichtete.